# Lída Faltová
Ludmila Faltová, rozená Pospíšilová (26. září 1890 Žerůtky – 20. prosince 1944 tamtéž), byla česká redaktorka a překladatelka z nizozemštiny, francouzštiny a němčiny.

## Životopis
Narodila se v Žerůtkách u Lysic v domě č. p. 7. Byla pokřtěna 2. října 1890. V dětství se s rodiči přestěhovala do Rozhraní na Letovicku a nedaleké obce Bradleny (nyní Bradlné). Později studovala v Brně na dívčím lyceu Vesna (1904–1910). Poté působila jako redaktorka v různých brněnských listech. V letech 1919–1923 se věnovala studiu románských jazyků na nově založené filozofické fakultě Masarykovy univerzity v Brně. Dostala se do kruhu intelektuálů, kteří se soustředili kolem Jiřího Mahena. Zde se seznámila se svým budoucím manželem, Josefem Faltou (1895–1974), který pracoval jako redaktor sociálně-demokratického deníku Právo lidu. Později v letech 1927–1931 působil jako šéfredaktor almanachu Ruch. V roce 1923 se vzali. Od 20. let publikovala články v časopisech a novinách (Svoboda, Právo lidu, Niva, Lidové noviny, Panorama) o překládaných autorech a o dění v cizích literaturách. Své překlady vydávala knižně od roku 1925. Podepisovala se jako Lída Faltová.

Její dům v Žerůtkách se stal místem setkávání kulturních osobností. Ve 2. polovině 30. let sem každoročně na několik týdnů v létě jezdili spisovatel K. J. Beneš s manželkou houslistkou Ervínou Brokešovou. Mezi dalšími návštěvníky byl i básník Klement Bochořák, který ve své knize V druhé světnici napsal:
„Ze žerůteckého Vašíčkova rodu pocházely i pratetičky, které k nám chodívaly, Marie, Adelína a tak dále. Dcera jedné byla Ludmila Faltová, překladatelka románů, velmi si její osoby cenil básník Halas, který dům v Žerůtkách dvakrát navštívil“.

Na Lídu Faltovou a její vztah k rodné domovině vzpomínal i překladatel Pavel Eisner v poválečném nekrologu Za Lídou Faltovou:
„Svou Moravu milovala láskou na slovo skoupou, ale rozhořelou v oheň stáložárný. Byla doslova nabita zkazkami a lidovým podáním svého rodného kraje, byla prostoupena zpěvem lidové mluvy. Sotva kdy zapomenu, jak na procházkách v okolí svých milovaných Žerůtek vypravovala místní lidové pověsti, jak se její zamlklá horoucnost prozrazovala slovy, jimiž komentovala jednotlivá lidová úsloví, jednotlivé krásy lidové mluvy nářeční“.
V roce 1931 se s manželem přestěhovali do Prahy. Falta v Praze pracoval asistent senátora Františka Soukupa. Lída spolu s manželem pravidelně cestovala po severoevropských a západoevropských zemích, čímž si vytříbila své jazykové dovednosti, které pak zúročila ve své překladatelské činnosti.
Když vypukla 2. světová válka, její manžel emigroval do Spojených států, kde pomáhal zahraničnímu odboji. Syn Stanislav byl pár dní po maturitě zatčen a do konce války byl vězněn. Lída odloučení od manžela a syna snášela těžce. Navíc jí zemřela matka a potýkala s vážnými zdravotními problémy. Zimu a Vánoce roku 1943 strávila v Rožmitále pod Třemšínem u své přítelkyně Ervíny Brokešové, jejíž manžel K. J. Beneš byl vězněn v Pankrácké věznici. Poté se vrátila do Prahy a odtud do rodných Žerůtek, odkud byla po zhoršení nemoci odvezena do nemocnice v Brně, kde jí byla operována štítná žláza. V nemocnici zažila tvrdý nálet, po kterém musela uvolnit místo těžce raněným. Cestou zpět do Žerůtek se slabá a nemocná zhroutila na silnici. Někdo ji našel a dovezl na žebřiňáku domů, kde se trochu zotavila a kam jí došel dopis z Prahy s oznámením, že její syn půjde před soud, a že mu hrozí trest smrti. Krátce po přečtení dopisu, dne 20. prosince 1944, náhle zemřela.
Byla zpopelněna v brněnském krematoriu a pohřbena v Praze-Bubenči.

## Dílo
Za svého života vydala na šest desítek knižních titulů, další vyšly i posmrtně a některé vycházejí dodnes v reedicích. Pavel Eisner ve svém nekrologu zmínil i nedopsaný román (bez dalších podrobností) a že ke konci života překládala poezii, byť žádná nebyla vydána. Překládala především díla nizozemských autorů, ale najdou se i její překlady z francouzštiny (díla švýcarského spisovatele Charlese-Ferdinanda Ramuze), němčiny (např. Mládí krále Jindřicha Čtvrtého od Heinricha Manna). Z nizozemštiny měla v meziválečné době přeložit až polovinu všech překladů do češtiny, čímž je považována za nejvýznamnější překladatelku z nizozemštiny 1. poloviny 20. století. Zaměřovala se především na populární nizozemskou literaturu, která mohla být na českém trhu čtenářsky atraktivní. Šlo tedy spíše o lehčí a zábavnější četbu, žánrově se jednalo o velké výpravné romány, venkovské prózy, cestopisné prózy a díla s koloniální tematikou. Společným prvkem překladů byl sociální aspekt, což mohlo být zadáním nakladatelství, pro které překládala. Těmi byla zejména Družstevní práce a Melantrich.
Po její smrti její překlady opětovně vycházely po celé následující půlstoletí.

### Překlady (výběr)
- Plavčíci kapitána Bontekoea, Johan Fabricius (1924)
- Jeli tudy komedianti, Johan Fabricius (1933)
- Vesnický lékař, Antoon Coolen (1936)
- Rašelináři, Antoon Coolen (1930)
- Hospoda u nesváru, Antoon Coolen (1938)

- Veselí občané sichemští, Ernest Claes (1938)
- Milování ve Flandřích, Stijn Streuvels (1939)
- Guma klesá, Madelon Szekely-Lulofsová (1931)
- Orientexpres, A. Den Doolaard (1946)
- El Greco, malíř absolutna, Simon Vestdijk (1937)
- Příběh malého Waltra Pieterse, Eduard Douwes Dekker (1953)